# Sarcaulus wurdackii
Sarcaulus wurdackii là một loài thực vật thuộc họ Sapotaceae. Đây là loài đặc hữu của Peru. 